# Lista câștigătorilor Turului României
Începând cu 1934, următorii cicliști au câștigat Turul României:
| Nr | Anul | Km    | Etape | Media orară | Nume și prenume               | Țara/echipa                             | Participanți | Participanți | Alte țări sau echipe participante                                                               |
| Nr | Anul | Km    | Etape | Media orară | Nume și prenume               | Țara/echipa                             | La start     | La final     | Alte țări sau echipe participante                                                               |
| -- | ---- | ----- | ----- | ----------- | ----------------------------- | --------------------------------------- | ------------ | ------------ | ----------------------------------------------------------------------------------------------- |
| 1  | 1934 | 1.026 | 7     | 24,0 km/h   | Marin Nicoloff (BUL)          | Bulgaria                                | 61           | 19           | Bulgaria                                                                                        |
| 2  | 1935 | 1.795 | 11    | 25,8 km/h   | Daniel Zigmund (POL)          | Polonia                                 | 98           | 30           | Bulgaria, Turcia, Polonia, Iugoslavia, Franța                                                   |
| 3  | 1936 | 2.242 | 12    | 26,5 km/h   | Pierre Galliene (FRA)         | Franța                                  | 77           | 18           | Germania, Turcia, Polonia, Iugoslavia, Franța, Spania                                           |
| 4  | 1946 | 2.692 | 11    | 27,7 km/h   | August Prosinek (YUG)         | Iugoslavia                              | 70           | 25           | Abania, Franța, Iugoslavia                                                                      |
| 5  | 1950 | 1.460 | 11    | 31,8 km/h   | Constantin Sandu (ROM)        | C.C.A.                                  | 40           | 33           |                                                                                                 |
| 6  | 1951 | 2.173 | 13    | 28,2 km/h   | Marin Niculescu (ROM)         | Flamura Roșie                           | 58           | 37           |                                                                                                 |
| 7  | 1953 | 1.750 | 11    | 29,1 km/h   | Nicolae Vasilescu (ROM)       | Dinamo                                  | 65           | 53           |                                                                                                 |
| 8  | 1954 | 1.700 | 12    | 32,8 km/h   | Constantin Dumitrescu (ROM)   | Progresul                               | 71           | 47           | Bulgaria                                                                                        |
| 9  | 1955 | 1.966 | 13    | 32,7 km/h   | Constantin Dumitrescu (ROM)   | C.C.A.                                  | 66           | 43           |                                                                                                 |
| 10 | 1956 | 1.938 | 13    | 33,8 km/h   | Constantin Dumitrescu (ROM)   | C.C.A.                                  | 58           | 46           |                                                                                                 |
| 11 | 1958 | 1.223 | 8     | 35,4 km/h   | Gabriel Moiceanu (ROM)        | Dinamo                                  | 55           | 45           |                                                                                                 |
| 12 | 1959 | 1.868 | 13    | 34,7 km/h   | Ion Cosma (ROM)               | Dinamo                                  | 59           | 43           | Ungaria, Iugoslavia                                                                             |
| 13 | 1960 | 1.628 | 13    | 39,7 km/h   | Walter Ziegler (ROM)          | România (tineret)                       | 70           | 55           | Belgia, Iugoslavia, RD Germană, Ungaria, Suedia                                                 |
| 14 | 1961 | 1.867 | 13    | 39,1 km/h   | Ion Cosma (ROM)               | România                                 | 52           | 30           | Danemarca, Iugoslavia, RD Germană                                                               |
| 15 | 1966 | 1.620 | 12    | 41,4 km/h   | Gheorghe Suciu (ROM)          | România                                 | 47           | 43           | Olanda                                                                                          |
| 16 | 1967 | 1.670 | 12    | 39,6 km/h   | Emil Rusu (ROM)               | România                                 | 64           | 48           | Austria, RD Germană, Cehoslovacia, Suedia, Danemarca, Olanda                                    |
| 17 | 1968 | 1.657 | 14    | 40,1 km/h   | Walter Ziegler (ROM)          | Dinamo                                  | 55           | 45           | Bulgaria                                                                                        |
| 18 | 1969 | 1.504 | 12    | 41,1 km/h   | Jurgen Wanzlik (RDG)          | R. D. Germană                           | 59           | 48           | Elveția, Belgia, RD Germană, Norvegia, Polonia, Olanda, Franța                                  |
| 19 | 1973 | 1.288 | 11    | 39,1 km/h   | Vasile Teodor (ROM)           | România                                 | 65           | 50           | Bulgaria, Iugoslavia, Italia                                                                    |
| 20 | 1974 | 1.726 | 14    | 41,1 km/h   | Mircea Romașcanu (ROM)        | România (tineret)                       | 70           | 54           | Maroc, Franța, Cehoslovacia, Polonia                                                            |
| 21 | 1983 | 865   | 8     | 38,5 km/h   | Mircea Romașcanu (ROM)        | Dinamo                                  | 86           | 73           |                                                                                                 |
| 22 | 1984 | 1.260 | 9     | 40,4 km/h   | Constantin Căruțașu (ROM)     | România                                 | 86           | 74           | Grecia, Siria, Turcia, Polonia                                                                  |
| 23 | 1985 | 1.165 | 8     | 39,0 km/h   | Mircea Romașcanu (ROM)        | România                                 | 75           | 58           | Turcia, Polonia, RD Germană                                                                     |
| 24 | 1986 | 1.102 | 8     | 38,0 km/h   | Frank Schönherr (RDG)         | Vorw                                    | 69           | 62           | Bulgaria, Polonia, RD Germană                                                                   |
| 25 | 1987 | 1.230 | 8     | 39,6 km/h   | Valentin Constantinescu (ROM) | România                                 | 60           | 59           | Norvegia                                                                                        |
| 26 | 1988 | 1.033 | 8     | 37,3 km/h   | Vasile Mitrache (ROM)         | România                                 | 65           | 57           | Turcia, Bulgaria, Italia                                                                        |
| 27 | 1989 | 1.132 | 8     | 37,7 km/h   | Dănuț Cătană (ROM)            | România                                 | 59           | 49           | URSS, Polonia, Turcia                                                                           |
| 28 | 1990 | 1.079 | 8     | 38,5 km/h   | Vasie Apostol (ROM)           | Dinamo                                  | 62           | 42           | Viitorul Moldova                                                                                |
| 29 | 1991 | 430   | 6     | 42,2 km/h   | Sviatoslav Riabucenko (MDA)   | Viitorul Chișinău                       | 99           | 71           | ȚSKA Moscova, Viitorul Moldova                                                                  |
| 30 | 1992 | 1.157 | 8     | 37,9 km/h   | Vladimir Perelalsny (UKR)     | Bulgaria                                | 60           | 36           | Bulgaria, Turcia, Ucraina, Moldova, Georgia, Bulgaria                                           |
| 31 | 1993 | 589   | 5     | 42,0 km/h   | Jurgen Koberschinschi (GER)   | Germania                                | 57           | 54           | Germania, Albania, Moldova, Ukraina, Azerbadjan                                                 |
| 32 | 1994 | 1.139 | 9     | 38,9 km/h   | Anton Stelian (ROM)           | România                                 | 54           | 49           | Bulgaria, Germania, Moldova, Ucraina, Cipru                                                     |
| 33 | 1995 | 1.168 | 9     | 38,2 km/h   | Igor Mitianin (UKR)           | Ucraina                                 | 50           | 41           | Bulgaria, Ucraina Moldova                                                                       |
| 34 | 1997 | 1.260 | 11    | 38,0 km/h   | Florin Privache (ROM)         | România                                 | 59           | 37           | Bulgaria, Turcia, Moldova, Ungaria, Austria                                                     |
| 35 | 1998 | 1.298 | 8     | 37,8 km/h   | Igor Bonciucov (MDA)          | Moldova                                 | 61           | 55           | Albania, Turcia, Moldova, Ungaria, Germania, Tunisia                                            |
| 36 | 1999 | 821   | 5     | 39,9 km/h   | Serghei Tretiakov (KAZ)       | Brisa                                   | 54           | 52           | Moldova, Turcia, Germania, Olanda, Bulgaria, Ungaria                                            |
| 37 | 2000 | 995   | 8     | 34,8 km/h   | Vadim Kravcenko (KAZ)         | Brisa                                   | 72           | 47           | Olanda, Tunisia, Turcia, Germania, Moldova, Bulgaria                                            |
| 38 | 2001 | 1.135 | 8     | 39,3 km/h   | Leonid Tymchenko (UKR)        | Ucraina                                 | 72           | 47           | Germania, Olanda, Ucraina, Moldova                                                              |
| 39 | 2002 | 1.129 | 8     | 36,6 km/h   | Alexandru Sabalin (MDA)       | Moldova                                 | 65           | 56           | Moldova, Italia, Albania, Ungaria                                                               |
| 40 | 2003 | 1.222 | 8     | 39,3 km/h   | Jelle Groezen (NED)           | Olanda                                  | 65           | 55           | Turcia, Olanda, Grecia, Bulgaria, Germania                                                      |
| 41 | 2004 | 1.046 | 7     | 40,7 km/h   | Vladimir Koev (BUL)           | Bulgaria                                | 60           | 46           | Ukraina, Germania, Grecia                                                                       |
| 42 | 2005 | 994   | 7     | 40,6 km/h   | Ivalio Gabrovski (BUL)        | Bulgaria                                | 78           | 64           | Bulgaria, Olanda, Germania, Ucraina, Turcia                                                     |
| 43 | 2006 | 1.057 | 8     | 38,3 km/h   | Pavel Shumanov (BUL)          | Burgas                                  | 67           | 48           | Moldova, Germania, Turcia                                                                       |
| 44 | 2007 | 1.200 | 8     | 38,8 km/h   | Dan Anghelache (ROM)          | Dinamo                                  | 55           | 40           | Tunisia, Turcia, Germania                                                                       |
| 45 | 2008 | 1.250 | 8     | 40,2 km/h   | Rida Cador (HUN)              | Betonexpresz                            | 90           | 52           | Italia, Bulgaria, Germania, Olanda, Ucraina, Albania, Franța                                    |
| 46 | 2009 | 1.144 | 8     | 40,3 km/h   | Alexei Shchebelin (RUS)       | Tablewere                               | 60           | 41           | Italia, Grecia, Bulgaria, Germania, Olanda, Turcia, Ucraina                                     |
| 47 | 2010 | 1.154 | 7     | 39,9 km/h   | Vladimir Koev (BUL)           | Hemus 1896-Vivelo                       | 90           | 65           | Bulgaria, Germania, Grecia, Italia, Turcia, Ucraina                                             |
| 48 | 2011 | 1.288 | 8     | 41,3 km/h   | Andrei Nechita (ROU)          | România                                 | 69           | 45           | Bulgaria, Germania, Grecia, Italia, Moldova, Turcia, Ungaria                                    |
| 49 | 2012 | 1.164 | 8     | 43,7 km/h   | Matija Kvasina (CRO)          | Tușnad Cycling Team                     | 82           | 67           | Bulgaria, Cehia, Germania, Grecia, Italia, Moldova, Ucraina, Ungaria                            |
| 50 | 2013 | 1.027 | 6     |             | Vitaliy Buts (UKR)            | Kolss Cycling Team                      | 112          |              | Bulgaria, Ecuador, Germania, Grecia, Italia, Moldova, Olanda, Turcia, Ucraina, Ungaria          |
| 51 | 2018 | 718   | 5     |             | Serghei Țvetcov (ROU)         | UnitedHealthcare Pro Cycling Team       |              |              |                                                                                                 |
| 52 | 2019 | 707   | 5     |             | Alex Molenaar (NED)           | Monkey Town–à Bloc                      |              |              |                                                                                                 |
| 53 | 2020 | 794   | 5     |             | Eduard-Michael Grosu (ROU)    |                                         |              |              | Bulgaria, Cambodgia, Kazakhstan, Germania, Polonia, Republica Moldova                           |
| 54 | 2021 | 800   | 5     |             | Jakub Kaczmarek (POL)         | Mazowsze Serce Polski                   |              |              | Cehia, Italia, Kazakhstan, Kuweit, Germania, România, Polonia, Serbia, Slovacia, Statele Unite, |
| 55 | 2022 |       | P+5   |             | Mark Stewart (GBR)            | Bolton Equities Black Spoke Pro Cycling |              |              |                                                                                                 |
| 56 | 2024 | 812,4 | 5     |             | Davide Toneatti (ITA)         | Astana Qazaqstan Development Team       | 144          | 112          |                                                                                                 |